# Симметрическая разность

Диаграмма Эйлера — Венна для симметрической разности

Симметри́ческая ра́зность двух множеств — теоретико-множественная операция, результатом которой является новое множество, включающее все элементы исходных множеств, не принадлежащие одновременно обоим исходным множествам. Другими словами, если есть два множества {\displaystyle A} и {\displaystyle B}, их симметрическая разность есть объединение элементов {\displaystyle A}, не входящих в {\displaystyle B}, с элементами {\displaystyle B}, не входящими в {\displaystyle A}. На письме для обозначения симметрической разности множеств {\displaystyle A} и {\displaystyle B} используется обозначение {\displaystyle A\bigtriangleup B}, реже используется обозначение {\displaystyle A\,{\dot {-}}\,B} или {\displaystyle A+B}.

## Определение
Симметрическую разность можно ввести двумя способами:
- симметрическая разность двух заданных множеств {\displaystyle A} и {\displaystyle B} — это такое множество {\displaystyle A\bigtriangleup B}, куда входят все те элементы первого множества, которые не входят во второе множество, а, также те элементы второго множества, которые не входят в первое множество:

{\displaystyle A\bigtriangleup B=\left(A\setminus B\right)\cup \left(B\setminus A\right).}
- симметрическая разность двух заданных множеств {\displaystyle A} и {\displaystyle B} — это такое множество {\displaystyle A\bigtriangleup B}, куда входят все те элементы обоих множеств, которые не являются общими для двух заданных множеств.

{\displaystyle A\bigtriangleup B=\left(A\cup B\right)\setminus \left(A\cap B\right).}
Понятие симметрической разности можно обобщить на число множеств, большее двух.

## Свойства
- Симметрическая разница является бинарной операцией на любом булеане;
- Симметрическая разность коммутативна:

{\displaystyle A\bigtriangleup B=B\,\triangle \,A;}
- Симметрическая разность ассоциативна:

{\displaystyle \left(A\bigtriangleup B\right)\,\triangle \,C=A\bigtriangleup \left(B\,\triangle \,C\right);}
- Пересечение множеств дистрибутивно относительно симметрической разности:

{\displaystyle A\cap \left(B\bigtriangleup C\right)=\left(A\cap B\right)\bigtriangleup \left(A\cap C\right);}
- Пустое множество является нейтральным элементом симметрической разности:

{\displaystyle A\bigtriangleup \varnothing =A;}
- Любое множество обратно само себе относительно операции симметрической разности:

{\displaystyle A\bigtriangleup A=\varnothing ;}
- В частности, булеан с операцией симметрической разности является абелевой группой;
- Булеан с операцией симметрической разности также является векторным пространством над полем {\displaystyle \mathbb {Z} _{2}.}
- В частности, булеан с операциями пересечения множеств и симметрической разности является алгеброй с единицей.
- {\displaystyle \left(A_{1}\cap A_{2}\right)\bigtriangleup \left(B_{1}\cap B_{2}\right)\subset \left(A_{1}\bigtriangleup B_{1}\right)\cup \left(A_{2}\bigtriangleup B_{2}\right);}
- {\displaystyle \left(A_{1}\cup A_{2}\right)\bigtriangleup \left(B_{1}\cup B_{2}\right)\subset \left(A_{1}\bigtriangleup B_{1}\right)\cup \left(A_{2}\bigtriangleup B_{2}\right);}
- {\displaystyle \left(A_{1}\setminus A_{2}\right)\bigtriangleup \left(B_{1}\setminus B_{2}\right)\subset \left(A_{1}\bigtriangleup B_{1}\right)\cup \left(A_{2}\bigtriangleup B_{2}\right);}

- Если роль «суммы» играет операция симметрической разности, а роль «произведения» — пересечение множеств, то множества образуют кольцо с единицей. Причём другие основные операции теории множеств, разность и объединение, можно выразить через них:

{\displaystyle A\cup B=A\bigtriangleup B\bigtriangleup \left(A\cap B\right),}
{\displaystyle A\setminus B=A\bigtriangleup \left(A\cap B\right).}
- Объединение симметрической разности с пересечением двух множеств равно объединению исходных множеств

{\displaystyle (A\bigtriangleup B)\cup (A\cap B)=A\cup B}

## Пример
Пусть
{\displaystyle A=\{1,2,3,4,5\},\quad B=\{3,4,5,6,7\}.}
Тогда
{\displaystyle A\,\triangle \,B=\{1,2,6,7\}.}